# Tomasz Klimczyk
Tomasz Klimczyk (ur. 1967 w Krakowie) – polski malarz, pejzażysta.

## Życiorys
Urodził się w Krakowie. Studiował na Wydziale Grafiki Akademii Sztuk Pięknych w Krakowie. Dyplom przygotowany w pracowni litografii pod kierunkiem prof. Romana Żygulskiego obronił w 1994 roku. Jako student uczęszczał także na zajęcia z malarstwa do pracowni prof. Zbysława Maciejewskiego. W 1994 roku otrzymał swoje pierwsze wyróżnienie. Zostało ono przyznane w ogólnopolskim konkursie "Pejzaż w malarstwie współczesnym". W 2003 i 2009 roku otrzymał wyróżnienie honorowe w ogólnopolskim konkursie "Triennale z Martwą Naturą".
Artysta wypowiada się głównie w malarstwie. Na jego styl znaczny wpływ miała osobowość Zbysława Maciejewskiego, jednego z najwybitniejszych, polskich twórców współczesnych. Tematem najczęściej spotykanym w twórczości Tomasza Klimczyka jest pejzaż. Postaci ludzkie pojawiają się w jego twórczości stosunkowo rzadko i najczęściej są elementem drugorzędnym. Artysta dużą wagę przykłada do oddania na płótnie niuansów świetlnych.
Tomasz Klimczyk jest członkiem Związku Artystów Polskich, Związku Pastelistów Polskich, stowarzyszenia AKWE Artystyczna Kreacja Wspólnej Europy. Artysta brał udział w ponad stu wystawach zbiorowych w Polsce, USA, Chorwacji, Czechach, Francji, Holandii, Słowacji, Niemczech, Anglii i Japonii. Jego prace znajdują się w krajowych i zagranicznych kolekcjach sztuki, m.in.: miasta Arras we Francji, Tilburg w Holandii, Georga von Opel w Eschborn w Niemczech i Miyauchy Foundation w Tokio w Japonii.

## Wystawy indywidualne
- 1992 – Galeria WDK, Tarnobrzeg[3]
- 1992 – Galeria BWA, Toruń[3]
- 1994 – Galeria Kersten, Kraków[3]
- 1996 – Galeria Kersten, Kraków[3]
- 1998 – Galerie M, Wilhelmshaven, Niemcy[3]
- 2002 – SchloBgalerie, Jever, Niemcy[3]
- 2003 – „Przemiana światła, przemiana świata”, Galeria J, Łódź[3]
- 2003 – „Kształty światła”, Galeria Weiss Nowina Konopka, Kraków[3]
- 2003 – „Zaparrzenie”, Galeria ART5, Szczecin[3]
- 2004 – Lex Gallery, Warszawa[3]
- 2004 – Galeria Bresan, Split, Chorwacja[3]
- 2005 – „W poszukiwaniu ciszy”, Galeria J, Łódź[3]
- 2005 – „Sjeta svjetlosti’, Likovna Galerija, Motovun, Chorwacja[3]
- 2006 – Galeria Dialog, Kostrzyn nad Odrą[3]
- 2006 – Galeria BWA, Sieradz[3]
- 2007 – „La poesie de la lumiere”, DAG&ART, Arras, Francja[3]
- 2008 – „Namaste”, Galeria J, Łódź[3]
- 2009 – „Tybet – strefa okupowana”, Galeria Szlifiernia, Sieradz[3]
- 2009 – „Namaste”, Książnica Pomorska, Szczecin[3]
- 2010 – „Namaste”, Galeria pod Rurą, Widawa[3]
- 2010 – „Z podróży”, Galeria 111, Szczecin[3]
- 2010 – „The Best”, Galeria Szlifiernia, Sieradz[3]
- 2011 – Galeria SD, Warszawa[3]
- 2011 – Galeria Cechmanowicz, Poznań[3]
- 2011 – „Wspomnienie Lata”, Galeria Platon, Wrocław[3]
- 2012 – „Nas-troje”, Muzeum Miasta i Rzeki Warty, Warta[3]
- 2013 – „Ogród rozkoszny”, Galeria Grabski, Kazimierz Dolny[3]
- 2013 – „Impresje”, Galeria Platon, Wrocław[3]
- 2014 – „Raz Dwa”, Galeria BWA, Sieradz[3]
- 2014 – Galeria „Na Wprost”, Iława[3]
- 2015 – Galeria Dacco, Kostrzyn nad Odrą[3]
- 2015 – Galeria 111, Szczecin[3]
- 2016 – "Jestem", Zofia Weiss Gallery, Kraków[3]
- 2016 – "Wielkie Piękno", Galeria Atelier, Kraków[3]
- 2017 – "Obecny", Galeria BWA, Sieradz[3]
- 2017 – "Jedynie Piękno", Galeria OZ ZPAP "Pro Arte", Zielona Góra[3]
- 2017 – "Pod światło", Galeria ATTIS, Kraków[3]
- 2018 – Galeria Wieża Sztuki, Kielce[3]
- 2018 – "Fotosynteza", Galeria Kapitańska, Szczecin[3]
- 2019 – Galeria Biłasówka, Radoszyce[3]